# Сандра Перейра
Сандра Марія де Бріту Перейра (порт. Sandra Maria de Brito Pereira; нар. 18 лютого 1977, Алвоку-да-Серра Португалія) — португальська мовознавиця та ліва політикиня. Депутатка Європарламенту за списком Коаліції демократичної єдності від Комуністичної партії Португалії. Входить до групи Європейські об'єднані ліві/Ліво-зелені Півночі у Європарламенті.

## Життєпис
Працювала у Лінгвістичному центрі Лісабонського університету. Була очільницею Португальської асоціації академічних вчених.

## Політична діяльність
Обрана депутатом Європейського парламенту від Португалії на виборах до Європейського парламенту 2019 року за списками Коаліції демократичної єдності, до коаліції була висунута  Комуністичною партією Португалії. Входить до складу Комітету з прав жінок та гендерної рівності, Комітету з питань зайнятості та соціальних питань, Комітету з питань промисловості, досліджень та енергетики та Комітету з питань сільського господарства та сільського розвитку Європарламенту.
Була міжнародним спостерігачем на виборах до Національної асамблеї Венесуели у 2020 році.
2 березня 2022 року вона була однією з 13 євродепутатів, які проголосували проти засудження російського вторгнення в Україну у 2022 році.
15 вересня 2022 року вона була однією з 16 євродепутатів, які проголосували проти засудження президента Нікарагуа Данієля Ортеґи за порушення прав людини, зокрема за арешт єпископа Роландо Альвареса.
23 листопада 2022 року Європейський парламент ухвалив резолюцію про визнання росії державою-спонсором тероризму та державою, яка використовує засоби тероризму. Сандра Перейра була серед 58 парламентарів які голосували «проти» прийняття цієї резолюції.
19 січня 2023 року вона була однією з 19 євродепутатів, які проголосували проти створення спеціального трибуналу для розгляду злочину агресії проти України.